# Izolační materiál
Pojem izolační materiál vznikl v době, kdy lidé pochopili, že je potřeba oddělit od sebe určité dvě látky tak, aby z prostoru, kde je uzavřená jedna z těchto dvou látek, neunikala a nemísila se tak s látkou druhou. Za dvě látky, které takto mají být od sebe odděleny, lze považovat například vodu a vzduch, páru a vzduch, vodu a naftu, ale třeba i teplý vzduch a studený vzduch. Prvními izolačními materiály byly zvířecí kožešiny, kterými se lidé chránili proti chladu, dále mech, tráva a listí. Izolační materiály i způsoby jejich použití se vyvíjely. Nejobvyklejšími oblastmi použití jsou dnes stavebnictví a strojírenství, přičemž jednotlivé materiály se mohou lišit podle konkrétní aplikace.

## Druhy izolačních materiálů

#### Minerální vata
Minerální vata nebo také minerální vlna je izolace vyrobená z vláken minerálního původu. Používá se zejména k tepelné, protipožární a zvukové izolaci ve stavebnictví. Součinitel tepelné vodivosti je velmi vysoký, činí λ = 0,032 až 0,045 W/(mK). Minerální izolace se dělí na skelnou a kamennou podle hlavních surovin, ze kterých se vyrábí.

#### Polystyrenapolyuretan
Tyto izolační materiály se nabízejí zejména jako EPS (expandovaný polystyren), jehož součinitel tepelné vodivosti se pohybuje od λ = 0,037 do 0,039 W/(mK), dále jako XPS (extrudovaný polystyren), jehož součinitel tepelné vodivosti dosahuje λ = 0,03 až 0,04 W/mK a jako PUR (polyuretanová pěna) například v podobě desek. V takovém případě je součinitel tepelné vodivosti v závislosti na složení kompozitu λ = 0,022–0,075 W/(mK). Pěnové izolační materiály mají širokou paletu využití zejména ve stavebnictví.

#### Dřevěná vláknina adřevotříska
Dřevěná vláknina se získává z rozdrceného mladého smrkového nebo borovicového dřeva nebo z dřevních zbytků, které se buď za sucha či za mokra lisují většinou do tvaru desek. Pro zvýšení odolnosti proti vlhkosti se v obou případech přidávají do směsi voduodpuzující prostředky, například živice či latex. Součinitel tepelné vodivosti dřevovláknitých desek se pohybuje od λ = 0,045 do 0,06 W/(mK). Dřevotřískové desky se vyrábějí ze zbytků smrkového nebo jedlového dřeva, kdy se nejprve ze zbaví prachu a po slepení například hliněnou mazaninou je lze použít jako izolační materiál u dřevěných staveb. Jak dřevotřískové, tak i dřevovláknité desky mají vysokou schopnost přijímat vlhkost, avšak neztrácejí přitom izolační účinky.

#### Vakuová izolace
Vakuové izolační panely se vyrábějí z porézního materiálu, většinou nanometrických shluků pyrogenního oxidu křemičitého (SiO2), z jehož pórů se následně odčerpá vzduch za pomoci vzduchotěsného a mechanicky tuhého obalu – fólie vyrobené z PVC a pokovené hliníkem, tedy materiálem s vysokou termoreflexí a téměř nulovou emisivitou. Tato fólie umožní úplné a trvalé odčerpání vzduchu z výplně SiO2, dále sdílení tepla vedením a prouděním, trvalé a téměř úplné odstínění sálavé složky sdílení tepla a konečně i bezporuchovou manipulaci s panely při výstavbě. Hodnoty součinitele tepelné vodivosti λ u vakuových izolačních panelů dosahují hodnot nižších než 0,004 W/(mK).

#### Aerogel
Aerogely jsou vysokoporézní pevné látky s nanostrukturou, u kterých vzduchové póry představují více než 99,9 % jejich objemu. Nejčastěji jde o materiály na bázi silikátu, uhlíku či oxidů kovů. Jejich využití ve stavebnictví je poměrně široké. Původně sloužily zejména jako transparentní izolace, v současnosti se používají i jako vnitřní izolace se součinitelem tepelné vodivosti λ = 0,013 až 0,020 W/(mK).

#### Termoreflexní izolační fólie
Termoreflexní izolace je typicky složena z velmi tenké hliníkové fólie a z HDPE či LDPE bublinové fólie o dostatečné tloušťce několik milimetrů. Běžně se však používají fólie složené z více vrstev, kdy se hliníková fólie pravidelně střídá s bublinovou, která realizuje vzduchovou mezeru. Hliníková vrstva s téměř stoprocentní čistotou hliníku slouží jako termoreflexní vrstva na povrchu izolace a je schopná odrážet až 96 % na ni dopadajícího tepelného záření. Mezi hliníkovými vrstvami musí být dostatečný odstup, který umožní vznik teplotního plata (místo s až nulovým teplotním gradientem), který „vynuluje“ prostup tepla vedením a prouděním. Možnosti využití těchto fólií je široké, aplikuje se při zateplování konstrukcí, stropů, podlah, střech či sportovních hal a své využití nalezne i ve speciálních průmyslových aplikacích.

#### Termoreflexní izolační nátěry
Tyto nátěry na bázi duté keramiky, skla či polymerních a jiných mikrokuliček tvoří po zaschnutí ultratenký polymerový povlak s nízkou tepelnou vodivostí a vysokou hydroizolací a antikorozní ochranou. Přestup tepla je obvykle kombinací vedení tepla, konvekce tepla a sálání tepla. Nátěry jsou určené pro tepelnou izolaci, hydroizolaci, ochranu proti korozi tepelných a inženýrských sítí, technologických potrubí, tepelných energetických a kapacitních zařízení a pro zateplování i ochranu fasád a interiérů stavebních konstrukcí, bytových a průmyslových objektů. Ve stavebnicví fungují ideálně ve spojení s dalšími typy izolačních materiálů, které zadrží zbytkové teplo, které z objektu uniká.

## Materiály používané ve stavebnictví
Ve stavebnictví se používají zejména:
- molitan
- polystyren
- polyuretan
- polyamid
- polypropylen
- skelná vata
- syntetický kaučuk
- tmely – asfaltový, metakrylátový, silikonový tmel

## Materiály používané ve strojírenství
Ve strojírenství se používají zejména:
- azbesto – grafitové šňůry (jako materiál ucpávek)
- technické konopí
- korek
- minerální plsť
- molitan
- polytetrafluoretylen (PTFE, teflon)
- pryž
- vulkánfíbr